# Mito del uso de hormonas en la cría de pollos
El mito del uso de hormonas en la cría de pollos, tiene su origen en los años 40 y principios de los 50, cuando se engordaban los pollitos machos que nacían de las razas seleccionadas exclusivamente para la producción de huevos.
Aquellos pollos, que en realidad eran un recurso secundario en la granja productora de huevos, requerían más de 4 meses para criarse y engordar, eran criados generalmente a la intemperie, comiendo lo que sobraba o encontraban, ya fueran cereales de mala calidad como los insectos que en su medio pudieran conseguir. Al requerir tanto tiempo para llegar a un tamaño razonable de comercialización, comenzaban a entrar en edad de procrear, lo que los volvía más fibrosos y con más proporción de plumas y huesos que carne.
Para retrasar la entrada en la pubertad se les inyectaba estrógenos en el cuello y así seguían aumentando de peso un tiempo más, operación que se conocía con el nombre de caponizar o castrar. Se trataba sin duda de una castración química.
Ya a fines de los años 50 comenzaron a realizarse las primeras selecciones genéticas que buscaban un ave exclusivamente para la producción de carne. Estas nuevas razas permitían engordar en menos tiempo tanto a los pollitos machos como las hembras: también se comenzaron a utilizar las "raciones equilibradas" que tenían por objetivo cubrir todos los requerimientos proteicos, energéticos y vitamínicos del ave.
También comenzaron a construirse "galpones" o "naves" donde se resguardaban los pollitos de las inclemencias climáticas.
Estas primeras razas de engorde requerían poco más de 90 días para llegar al peso de faena, cerca de 30 días antes de que los machos alcanzaran la pubertad. Fue desde entonces que el uso de estrógenos cayó totalmente en desuso. Desde entonces el uso de hormonas en la cría de pollos constituye una "leyenda urbana".
Han pasado más de 60 años desde que se seleccionaron las primeras razas de engorde y permanentemente se siguen perfeccionando por selección y cruzamientos, dando parámetros productivos y sanitarios envidiables por otras producciones de carne a base de cereales: solo la piscicultura tiene mejores índices de conversión alimenticia que el pollo.